# Jobticket
Jobtickets (oder Firmentickets) sind Strecken- oder Zeitnetzkarten eines Sondertarifes (Monats- oder Jahresfahrkarten), die Unternehmen oder Behörden bei einem regionalen oder überregionalen Verkehrsunternehmen erwerben und die sie entgeltlich oder unentgeltlich an ihre Mitarbeiter für deren Fahrten mit dem öffentlichen Personennahverkehr weitergeben. Zumeist erhalten die Unternehmen oder Behörden von den Verkehrsunternehmen Sonderkonditionen in Form von Tarifrabatten und ggf. Leistungserweiterungen (z. B. Mitnahmemöglichkeiten), die ihren Mitarbeitern zugutekommen. Das Wort Jobticket ist ein Scheinanglizismus.

## Details
Das Jobticket dient bei einzelnen Unternehmen der Verbesserung der Umweltbilanz. So können Staus und Stellplätze verringert werden. In einzelnen Kommunen, z. B. Dresden, entfällt bei Teilnahme am Jobticket die Nachweispflicht für Einzelstellplätze.
Einem Jobticket liegt ein Beförderungs(rahmen)vertrag zwischen einem Verkehrsunternehmen des öffentlichen Personenverkehrs oder eines Verkehrsverbundes und einem Unternehmen oder einer Behörde zugunsten deren Mitarbeiter zu Grunde. Leiharbeitnehmer, freie Mitarbeiter oder Praktikanten sind in der Regel von der Vereinbarung ausgeschlossen. Es ist personengebunden und darf nicht an andere weitergegeben werden. Soweit das Jobticket vom Arbeitgeber nicht unentgeltlich an die Mitarbeiter ausgegeben wird, behält dieser das Tarifentgelt vom Arbeitnehmergehalt ein und übernimmt die Abrechnung gegenüber dem Verkehrsunternehmen.
Der Rabattierung von Jobtickets gegenüber Zeitfahrausweisen des Allgemeintarifs, die von jedermann erworben werden können, liegen je nach Verkehrsunternehmen und ausgehandeltem Vertrag unterschiedliche Modelle zu Grunde, wobei manche Verkehrsunternehmen auch mehrere Rabattierungsvarianten und -kombinationen daraus anbieten:
Großkundenrabatt: Das Unternehmen oder die Behörde verpflichtet sich, eine Mindestanzahl an Zeitfahrausweisen zu erwerben. Die Höhe des vom Verkehrsunternehmen gewährten Rabatts ist abhängig von der Anzahl an abgenommenen Tickets und ggf. weiterer Faktoren wie Anteil von Jobtickets zur Größe der Gesamtbelegschaft, der Höhe eines vom Arbeitgeber seinen Mitarbeitern gewährten freiwilligen Zuschusses oder dem Anteil von ÖPNV-Neukunden. Die Deutsche Bahn gewährt ab der Mindestabnahmemenge von 20 Jobtickets 5 % Rabatt. Ab 2000 Jobtickets wird ein Rabatt von 13 % gewährt. Der Verkehrsverbund Neckar-Alb-Donau (naldo) räumt Unternehmen bspw. einen zusätzlichen Rabatt von 5 % ein, wenn diese zum Jobticket einen freiwilligen Zuschuss von mindestens 10 Euro beisteuern. Bei dieser letzten Rabattierungsvariante sind steuerrechtliche Aspekte zu beachten (sh. Steuerrecht).
Grundbetragsrabatt: Bei diesem Modell verpflichtet sich der Arbeitgeber dazu, dem Verkehrsunternehmen einen Grundbetrag je nach Größe der Belegschaft zu bezahlen, unabhängig davon, wie viele Mitarbeiter ein Jobticket beziehen. Beim Verkehrsverbund Rhein-Neckar beträgt der Grundbetrag 9,50 Euro bis 11 Euro pro Beschäftigten, gestaffelt nach Unternehmensgröße. Als Gegenleistung können Mitarbeiter Jobtickets deutlich verbilligt erwerben.
Unternehmen mit einer kleinen Zahl von Mitarbeitern und/oder Jobticketbeziehern können meist keinen Vertrag mit Verkehrsunternehmen abschließen. Manche Verkehrsunternehmen lassen jedoch Verbünde mehrerer Unternehmen oder Dachverbände (wie die IHK) als Vertragspartner zu, um die Mindestzahl (meist mindestens 20 bis 50 Ticketbezieher oder Mitarbeiter) zu erreichen.
Das Jobticket ist im Rahmen der Diskussionen um Nahverkehrsabgaben oder Bürgertickets ein Ansatzpunkt für die Verbreiterung der Nutzerzahlen bzw. der Einnahmebasis des öffentlichen Nahverkehrs: Beim „verpflichtenden Jobticket“ wird die Überlegung zu Grunde gelegt, dass Arbeitgeber mitverantwortlich für die durch Ein- und Auspendler verursachten Verkehrsströme sind (siehe hierzu auch Versement transport). Mittels eines öffentlich-rechtlichen Kontrahierungszwangs wären diese verpflichtet, Jobticketvereinbarungen mit den für den öffentlichen Nahverkehr zuständigen öffentlichen Aufgabenträgern bzw. deren Beauftragten (z. B. Nahverkehrsverbünden) abzuschließen. Eine durch das Land Baden-Württemberg in Auftrag gegebene Untersuchung des Hamburg Institute sustainable strategies sieht dieser Überlegung keine grundsätzlichen (verfassungs-)rechtlichen Hindernisse entgegenstehen und hält sie bereits im Rahmen des bestehenden Rechts für umsetzbar. Grundsätzlich ist der öffentliche Personennahverkehr eine öffentliche Einrichtung der Daseinsvorsorge. Unter bestimmten Voraussetzungen sei es möglich, einen abgrenzbaren Personenkreis (hier: Arbeitgeber in einem durch den ÖPNV hinreichend erschlossenen Gemeindegebiet) auf Grundlage der Gemeindeordnungen mit einem satzungsrechtlich zu begründenden Anschlusszwang zum Anschluss an diese öffentliche Einrichtung zu verpflichten.

## Steuerrecht in Deutschland
Seit 2019 sind Jobtickets steuerfrei, mindern jedoch die Entfernungspauschale. Die Steuerbegünstigung gilt auch für private Fahrten im öffentlichen Personennahverkehr, das heißt, das steuerfreie Jobticket kann auch in der Freizeit genutzt werden.
Der Steuervorteil entfällt, wenn die Fahrkarte oder der Ticketkosten-Zuschuss als Entgeltumwandlung gewährt wird. Der Bonus für Bus und Bahn muss zusätzlich zum Gehalt erfolgen.
Seit 2020 (nach dem Jahressteuergesetz 2019) können auch per Entgeltumwandlung selbst finanzierte Jobtickets mit nur noch 25 % pauschal versteuert werden, bei gleichzeitigem Verzicht auf die Minderung der als Werbungskosten abziehbaren Entfernungspauschale (§ 40 Abs. 2 Satz 2 Nr. 2 EStG). Aus Sicht der Beschäftigten ist es damit möglich, ein kostenloses Jobticket ohne Einbußen beim Werbungskostenabzug oder sonstige steuerliche Nachteile zu erhalten. Arbeitgeber profitieren von erleichterten Aufzeichnungs- und Nachweispflichten, müssen dann aber neben den ohnehin schon getragenen Kosten für das Jobticket noch die pauschalierte Lohnsteuer in Höhe von 25 % einkalkulieren.

## Steuerrecht in Österreich
Um die Einführung von Jobtickets zu fördern, wurde das Einkommensteuergesetz zum 1. Januar 2013 geändert. Stellt ein Arbeitgeber Mitarbeitern Jobtickets unentgeltlich zur Verfügung, wird der damit gewährte Sachbezug steuer- und nebenkostenfrei gestellt, wenn das Jobticket sich auf die Beförderung zwischen Wohn- und Arbeitsstätte bezieht (Streckenzeitkarte). Dies gilt steuerrechtlich als Werksverkehr. Nur wenn Verkehrsunternehmen keine Streckenzeitkarten anbieten, gelten auch Netzkarten als steuerfreier Sachbezug.
Soweit der Mitarbeiter sich finanziell am Erwerb des Jobtickets beteiligt, zum Beispiel auch durch Gehaltsumwandlung, ist dieser Anteil steuerpflichtiger Lohn. Die Beteiligungen sind als Werbungskosten bis zur Höhe der Pendlerpauschale steuerlich absetzbar.
Ab 1. Juli 2021 ist eine Steuerfreiheit aller vom Arbeitgeber bezahlten Tickets für den öffentlichen Verkehr unabhängig von der Ticketart (ausgenommen Einzelfahrscheine und Tageskarten) möglich. Voraussetzung ist, dass die Karte zumindest am Wohn- oder Arbeitsort gültig ist. Das gilt auch für das Klimaticket.